# 梅克倫堡-居斯特羅的索菲
梅克倫堡-居斯特羅的索菲（德語：Sophie zu Mecklenburg Güstrow，1557年9月4日—1631年10月14日）是一位丹麥王后，弗雷德里克二世的妻子。
1572年，14歲的索菲與38歲的弗雷德里克二世結婚。索菲的母親是丹麥公主，因此兩人是表兄妹。兩人婚後生活和諧，一共育有七個孩子。1588年弗雷德里克二世去世並由長子克里斯蒂安四世繼位，索菲成為王太后，且掌管了丹麥國內的財政狀況，包含資助1611年至1613年間的卡爾馬戰爭。她被形容為當時「歐洲最富有的王后」。

## 子女
1. 伊莉莎白（1573年－1626年）
2. 丹麦的安娜（1574年－1619年）
3. 克里斯蒂安四世（1577年－1648年）
4. 烏爾里克（英语：Ulrik of Denmark (1578–1624)）（1578年－1624年）
5. 奧古斯塔（1580年－1639年）
6. 海德薇格（1581年－1641年）
7. 漢斯（英语：John, Prince of Schleswig-Holstein）（1583年－1602年）